# Carveth Read
Carveth Read (1848-1931) est un philosophe et logicien britannique.

## Biographie
Il est né le 16 mars 1848 à Falmouth, Cornouailles, Angleterre. Il est le troisième fils d'Edward Read et d'Elizabeth Truscott. Il fréquente l'Université de Cambridge (Christ's College). Il obtient un BA (Sciences morales Tripos, 1er) en 1873 et une maîtrise en 1877. Il est chercheur itinérant Hilbert, étudiant aux universités de Leipzig et de Heidelberg en 1874-1877. En 1877, il épouse Evelyn Thompson. À partir de 1878, il donne des conférences à l'établissement «Coaching» de Wren (situé au 7 Powis Square, Westbourne Park, Londres). Il est professeur Grote de philosophie de l'esprit et de logique à l'University College de Londres de 1903 à 1911. De 1911 à 1921, il est maître de conférences en psychologie comparée à l'UCL. Il est décédé le 6 décembre 1931 à Solihull, Warwickshire, Angleterre.

## Travaux
Dans la préface de la quatrième édition de son livre Logic: Deductive and Inductive (1920), il identifie ses influences significatives. Il déclare, « le travail peut être considéré, dans l'ensemble, comme attaché à l'école de Mill, dont le système de logique, et à la logique de Bain, il est profondément redevable. Parmi les œuvres des écrivains vivants, la Logique Empirique de Venn et la Logique Formelle de Keynes m'ont le plus aidé.". Dans le chapitre 22 de Logic, Read dit: "Il vaut mieux avoir vaguement raison que tout à fait tort", la source originale de l'aphorisme très cité "Il vaut mieux avoir à peu près raison que tout à fait tort" qui est souvent attribué à tort à John Maynard Keynes.
Carveth Read écrit également sur l'évolution humaine. Il est l'un des premiers partisans de l'hypothèse de la chasse - l'idée que l'intelligence humaine a évolué grâce à l'émergence d'une lignée de singes qui chassait plus que les autres singes.